# Sincshon
Sincshon (hangul: 신천군, Sincshon-kun, handzsa: 信川郡, RR: Sinch'ŏn-kun, ’patak a Sinszong (Sinsŏng)-hegynél’) megye Észak-Koreában, Dél-Hvanghe (Hwanghae) tartományban. A bronzkorszak óta lakott terület, Kogurjo (Goguryeo) idején a Szungszan (승산; 升山, Sŭngsan) nevet viselte. Korjo (Goryeo) idején a Sindzsu (신주; 신주, Sinju) nevet kapta, 1413-ban nyerte el mai nevét. 1469-ben emelték megyei rangra.

## Földrajza
Északról Anak, keletről Cserjong (Chaeryŏng), délről Sinvon (Sinwŏn) és Pjokszong (Pyŏksŏng), nyugatról Szamcshon (Samch'ŏn) és Thethan (T'aet'an) határolja.
Legmagasabb pontja a 627 méter magas Csinamszan (지남산; 指南山, Chinamsan).

## Közigazgatása
1 községből (up (ŭp)), 31 faluból (ri (ri)) áll:
| - Sincshon-up (신천읍; 信川邑, Sinch'ŏn-ŭp) - Konszan-ri (건산리; 乾山里, Kŏnsan-ri) - Kullodzsa-ri (근로자리; 勤勞者里, Kŭlloja-ri) - Torak-ri (도락리; 道樂里, Torak-ri) - Tongnjong-ri (동령리; 東嶺里, Tongnyŏng-ri) - Rengdzsong-ri (랭정리; 冷井里, Raengjŏng-ri) - Rjongdang-ri (룡당리; 龍塘里, Ryongdang-ri) - Rjongszan-ri (룡산리; 龍山里, Ryongsan-ri) - Rimok-ri (리목리; 梨木里, Rimok-ri) - Mjongsza-ri (명사리; 明沙里, Myŏngsa-ri) - Mjongszok-ri (명석리; 明石里, Myŏngsŏk-ri) - Pandzsong-ri (반정리; 泮亭里, Panjŏng-ri) - Palszan-ri (발산리; 鉢山里, Palsan-ri) - Pekszok-ri (백석리; 白石里, Paeksŏk-ri) - Pogu-ri (복우리; 福隅里, Pogu-ri) - Szacshang-ri (사창리; 司倉里, Sach'ang-ri) | - Szegil-ri (새길리; 새길里, Saegil-ri) - Szenal-ri (새날리; 새날里, Saenal-ri) - Szovon-ri (서원리; 書院里, Sŏwŏn-ri) - Szokkjo-ri (석교리; 石橋里, Sŏkkyo-ri) - Szoktang-ri (석당리; 石塘里, Sŏktang-ri) - Szongo-ri (송오리; 松梧里, Songo-ri) - Oncshon-ri (온천리; 溫泉里, Onch'ŏn-ri) - Urjong-ri (우룡리; 雨龍里, Uryong-ri) - Uszan-ri (우산리; 牛山里, Usan-ri) - Vonam-ri (원암리; 猿岩里, Wŏnam-ri) - Volszong-ri (월성리; 月城里, Wŏlsŏng-ri) - Csangdzse-ri (장재리; 長財里, Changjae-ri) - Csinam-ri (지남리; 指南里, Chinam-ri) - Cshongszan-ri (청산리; 靑山里, Ch'ŏngsan-ri) - Hoam-ri (호암리; 虎岩里, Hoam-ri) - Hvaszan-ri (화산리; 花産里, Hwasan-ri) |

## Gazdaság
Sincshon (Sinch'ŏn) megye gazdasága papírgyártásra, üveggyártásra és dohányfeldolgozóiparra épül.

## Oktatás
Sincshon (Sinch'ŏn) megye egy mezőgazdasági és egy gépészeti főiskolának, 37 általános és 33 középiskolának ad otthont.

## Egészségügy
A megye számos egészségügyi intézménnyel rendelkezik, köztük 1 megyei és kb. 42 helyi kórházzal.

## Közlekedés
A megye közutakon a szomszédos helységek felől közelíthető meg. A megye vasúti kapcsolattal rendelkezik, az Ulljul (Ŭnryul) vonal része.